# Palythoa sinensis
Palythoa sinensis är en korallart som beskrevs av Zunan 1998. Palythoa sinensis ingår i släktet Palythoa och familjen Zoanthidae. Inga underarter finns listade i Catalogue of Life.